# Río Cambilla
El río Cambilla es un curso fluvial de Cantabria (España) perteneciente a la cuenca hidrográfica del Saja-Besaya. Tiene una longitud de 7,979 kilómetros, con una pendiente media de 9,6º. Está enclavado en el Parque natural Saja-Besaya.
Blanca Prósper propuso que la raíz camb- proviene del indoeuropeo (s)kemb-, que significa curvo, torcido.